# De bijenkoningin
De bijenkoningin is een sprookje uit Kinder- und Hausmärchen, de verzameling van de gebroeders Grimm, met als nummer  KHM62. De oorspronkelijke naam is Die Bienenkönigin.

## Het verhaal
Twee koningszonen gaan op avontuur en komen niet meer thuis. De derde en jongste broer, Domoor, gaat ze zoeken en vindt hen. Ze trekken gezamenlijk verder en komen bij een mierenhoop. De oudste twee willen de hoop omwoelen, maar de jongste wil niet dat ze de diertjes lastigvallen. Dan komen ze bij een meer met veel eenden en de oudste broers willen er enkele vangen om ze te braden, maar dit voorkomt Domoor ook. Dan komen de broers bij een bijennest en de oudste broers willen er een vuurtje onder stoken, zodat ze de honing kunnen pakken. Ook hier voorkomt Domoor dit en ze komen na een tijdje bij een kasteel, waar enkel stenen paarden in de stallen staan.
Ze komen bij een deur met drie sloten en een luikje en zien een grijs mannetje aan tafel zitten. Ze roepen hem, maar pas bij de derde keer gaat het mannetje staan en maakt de sloten open. Hij brengt de broers naar een rijkgevulde tafel en ze eten en drinken. Daarna gaan ze slapen en de volgende ochtend neemt het grijze mannetje de oudste broer mee naar een stenen plaat. Daar staan drie opdrachten op, waarmee het kasteel verlost kan worden. In het bos onder het mos liggen de duizend parels van de koningsdochter. Voor zonsondergang moeten deze verzameld worden, als dit niet lukt verandert de zoeker in steen.
De oudste broer gaat op zoek, maar de opdracht wordt niet volbracht en de broer verandert in steen. De volgende dag probeert de tweede broer het en hij verzamelt tweehonderd parels, ook hij verandert in steen. Dan is Domoor aan de beurt en hij gaat huilend op een kei zitten. De mierenkoning komt er aan en gaat met vijfduizend mieren op zoek, ze vinden alle parels. Dan moet de sleutel van de slaapkamer van de koningsdochter uit het meer worden gehaald en de eenden zwemmen naar Domoor toe. Ze duiken in het water en halen de sleutel uit de diepte. Dan moet de jongste en liefste dochter van de koning aangewezen worden. De drie dochters slapen en lijken precies op elkaar.
De oudste dochter heeft suiker gegeten, de tweede een beetje stroop en de jongste een lepel honing. De bijen komen en proeven de monden van de meisjes, ze blijven zitten bij de honing en de koningszoon weet nu wie de jongste koningsdochter is. De betovering wordt verbroken en iedereen wordt verlost uit de slaap. Degene die in steen werd veranderd, krijgt ook zijn normale uiterlijk weer terug. Domoor trouwt met de jongste en liefste koningsdochter en wordt koning als haar vader sterft. De andere broers kregen de andere zusters.

## Achtergronden bij het verhaal
- Het sprookje komt uit Hessen.
- Het gevoel van de domme jongen brengt alles tot leven, zoals ook in De twee gebroeders (KHM60) en Jorinde en Joringel (KHM69).
- Het verzamelen van zaadkorrels door dankbare dieren komt al voor in het Griekse verhaal over Psyche.
- Het sparen van dieren komt ook voor in De witte slang (KHM17), De oude Sultan (KHM48, De twee gebroeders (KHM60) en Het zeehaasje (KHM191).
- Het dier als helper komt in heel veel sprookjes voor;
  - een beer in De twee gebroeders (KHM60)
  - een bij in De twee reisgezellen (KHM107)
  - duiven in Assepoester (KHM21), De drie talen (KHM33) en De oude vrouw in het bos (KHM123)
  - een eend in Hans en Grietje (KHM15) en De twee reisgezellen (KHM107)
  - een geit in Eenoogje, tweeoogje en drieoogje (KHM130)
  - een haan in De drie gelukskinderen (KHM70)
  - een haas in De twee gebroeders (KHM60)
  - een hond in De drie talen (KHM33) en De oude Sultan (KHM48)
  - een kat in De drie gelukskinderen (KHM70) en De arme molenaarsknecht en het katje (KHM106)
  - een leeuw in De twee gebroeders (KHM60), De twaalf jagers (KHM67) en De koningszoon die nergens bang voor was (KHM121)
  - mieren in De witte slang (KHM17)
  - een ooievaar in De twee reisgezellen (KHM107)
  - een paard in De ganzenhoedster (KHM89)
  - een pad in De drie veren (KHM63) en De ijzeren kachel (KHM127)
  - een raaf in De witte slang (KHM17) en Het boerke (KHM61)
  - een schimmel in Fernand getrouw en Fernand ontrouw (KHM126)
  - een slang in De drie slangenbladeren (KHM16) en De witte slang (KHM17)
  - een veulen in De twee reisgezellen (KHM107)
  - een vis in De witte slang (KHM17), Van de visser en zijn vrouw (KHM19), De goudkinderen (KHM85), Fernand getrouw en Fernand ontrouw (KHM126) en Het zeehaasje (KHM191)
  - een vogel in Assepoester (KHM21), De drie talen (KHM33) en De roverbruidegom (KHM40)
  - een vos in De gouden vogel (KHM57), De twee gebroeders (KHM60) en Het zeehaasje (KHM191)
  - een wolf in De twee gebroeders (KHM60)
  - drie raven in De trouwe Johannes (KHM6)
- Het kleine, grijze of oude mannetje treedt vaak op als helper van de mens, maar kan ook boosaardig zijn. Denk ook aan een kabouter, dwerg, gnoom, trol of onderaardse geest. Zie hiervoor ook De drie mannetjes in het bos (KHM13), Het zingende botje (KHM28), De kabouters (KHM39), Repelsteeltje (KHM55), De gouden gans (KHM64), Het aardmanneke (KHM91), Het water des levens (KHM97), De geest in de fles (KHM99), De jood in de doornstruik (KHM110), Vogel Grijp (KHM165), Sterke Hans (KHM166) en De geschenken van het kleine volkje (KHM182).
- Een domoor komt in vele sprookjes voor, zie zie Sprookje van iemand die erop uittrok om te leren griezelen (KHM4), De trouwe Johannes (KHM6), Het zingende botje (KHM28), Slimme Hans (KHM32), De ransel, het hoedje en het hoorntje (KHM54), De gouden vogel (KHM57), De drie veren (KHM63), De gouden gans (KHM64), Gelukkige Hans (KHM83), Het aardmanneke (KHM91), Het water des levens (KHM97),De arme molenaarsknecht en het katje (KHM106) en Vogel Grijp (KHM165). De domoor komt ook voor in het vervallen sprookje Die weiße Taube (KHM64a).
- Vergelijk Doornroosje (KHM50), ook hier zijn de inwoners van een kasteel in slaap gebracht. Ook in het verdwenen KHM 130a (Der Soldat und der Schreiner) komt een verborgen kasteel voor.